# Lejonsvans
Lejonsvans (Phlomis fruticosa) är en växt som tillhör mintsläktet men som inte är ätbar.
Den är svår att driva upp från frö, men om man lyckas tar det cirka tre år innan den blommar. När den väl har etablerat sig så breder den ut sig så att man enkelt kan gräva loss en del av plantan och plantera på ett annat ställe i trädgården utan att behöva vänta flera år på blomningen. 
Det är en medelhavsväxt som växer i Grekland, Albanien, Cypern och Turkiet. Med andra ord tycker den om sol och växer även där det är ganska torrt och jorden är näringsfattig. Lejonsvansen passar i sandig, väldränerad jord i full sol. Den är en växt som med sina stora mjuka blad breder ut sig sidledes utan att bli aggressiv. De stora bladen förhindrar ogräs från att etablera sig.
De gula blommorna är kanske inte så vackra men i gengäld roliga eftersom det i mitten av blomman skjuter upp en ny stängel till ytterligare en blomma och så kan den växa i upp till 4-5 nivåer.

## Skötsel
Kan behöva lite näring i form av lite kompostjord som myllas ner runt bladen på våren, men inte alltför mycket då bladverket gynnas på bekostnad av blomningen. Det är en avvägningsfråga om man vill ha stora kraftiga blad som ska breda ut sig som en marktäckare eller om man vill ha de udda, lite konstiga blommorna. 
På våren kan man också klippa bort fjolårets blomstjälkar och ta bort de blad som blivit fula under vintern.